# Жабница (Крањ)
Жабница (словен. Žabnica) је насељено место у општини Крањ, Горењска регија, Словенија.

## Историја
До територијалне реорганизације у Словенији била је у саставу старе општине Крањ.

## Становништво
У попису становништва из 2011. године, Жабница је имала 332 становника.
| Број становника према пописима | Број становника према пописима | Број становника према пописима |
| ------------------------------ | ------------------------------ | ------------------------------ |
| 1991                           | 2002                           | 2011                           |
| 333                            | 323                            | 332                            |

Напомена: Године 2016. извршена је мања размена територија између насеља Жабница и Сподње Битње.